# Bernd-Dieter Hüge
Bernd-Dieter Hüge (* 9. Mai 1944 in Königsberg; † 24. Januar 2000 in Halle (Saale)) war ein deutscher Schriftsteller.
Hüge kam als Kind mit seiner kriegsvertriebenen Familie 1945 nach Schleswig-Holstein und besuchte die Schule in Heide. Er brach die Mittelschule ab. Nach einer Malerlehre und dem Besuch der Seefahrtsschule 1961 in Bremerhaven war er Leichtmatrose. Dann arbeitete er in Frankreich als Autolackierer.
1964 übersiedelte er in die DDR zu seinem Vater. Nach einer versuchten Flucht aus der DDR 1967 war er bis 1970 „wegen Passvergehens“ in Haft und arbeitete nach seiner Entlassung bis 1984 im Braunkohlentagebau Senftenberg zunächst als Bandwärter und Maschinist, ab 1975 als EDV-Technologe. Es folgten Ausbildungen zum Wirtschaftskaufmann und zum Krankenpfleger. Er versuchte sich daneben in Lyrik und Prosa. 1984 wurde er freischaffender Schriftsteller. Die letzten Jahre seines Lebens verbrachte er in Halle. Bernd-Dieter Hüge war seit 1997 Mitglied des deutschen PEN (Ost), seit 1998 des PEN-Zentrums Deutschland.

## Werke (Auswahl)
- Das Sandschiff und andere Seltsamigkeiten, Hörspiel, 1983, Berliner Rundfunk
- Kaderakte eines Zugvogels – Gedichte von 1966 bis 1982, 1984, Aufbau Verlag Berlin
- Beichte vor dem Hund, Gedichte und Prosa, 1985, Aufbau Verlag Berlin
- Das Steinkind, Roman, 1989, Aufbau Verlag Berlin
- Mein Knastbuch, Erzählbericht, 1991, Aufbau Verlag Berlin, Reihe Texte zur Zeit
- Enteisung eines Himmels – Ausgewählte Gedichte, 2002, Verlag Janos Stekovics, Halle an der Saale, ISBN 3-89923-011-6

## Preise
- 1978: Hans-Marchwitza-Preis
- 1980: 1. Preis für Lyrik im Hans-Marchwitza-Wettbewerb
- 1990: Carl-Blechen-Preis